# Hebecephalus planaria
Hebecephalus planaria är en insektsart som beskrevs av Hamilton 1998. Hebecephalus planaria ingår i släktet Hebecephalus och familjen dvärgstritar. Inga underarter finns listade i Catalogue of Life.